# Cystea montana
Cystea montana là một loài dương xỉ trong họ Cystopteridaceae. Loài này được Watt mô tả khoa học đầu tiên năm 1867.
Danh pháp khoa học của loài này chưa được làm sáng tỏ. 